# Israelians
Els israelians (en hebreu ישראלים, Yisra'elim; en àrab الإسرائيليون, al-isrāʾīliyyūn) són els ciutadans de l'Estat d'Israel, independentment de la seva adscripció religiosa o ètnica. La majoria dels israelians són jueus (75%), seguits pels àrabs (20%) i altres minories (5%). Més d'un milió d'israelians viuen en països estrangers, sobretot en els Estats Units. Els israelians són un poble multicultural, ja que el conformen ciutadans vinguts d'arreu del Món.
El grup ètnic més nombrós és el dels asquenazites amb un nombre menor de sefardites i mizrahims, seguits dels ciutadans àrabs, en la seva majoria musulmans àrabs, amb nombres més petits de cristians israelians (en la seva majoria cristians àrabs), a més dels drusos i altres minories. Com a resultat, alguns israelians no prenen la seva nacionalitat com una ètnia, però s'identifiquen tant amb la seva nacionalitat i com amb els seus orígens ancestrals.
A causa de la composició multiétnica, Israel és una nació multicultural, llar d'una gran varietat de tradicions i valors. L'aliyyà (immigració) a gran escala produïda al tombant del segle xix al xx de les comunitats de la diàspora a Europa i al Iemen, i la aliyá a gran escala més recent des del nord d'Àfrica, Àsia occidental, Amèrica del Nord, l'antiga Unió Soviètica i Etiòpia, va introduir molts elements culturals nous i ha tingut un ampli impacte. La mescla cultural resultant pot ser descrita com un «gresol de races».
Israelians i persones d'ascendència israeliana poden ser trobades a nivell internacional com en els Estats Units, Canadà, el Regne Unit i a tot Europa. Ni més ni menys que 750.000 israelians –al voltant del 10% de la població general d'Israel– es calcula que viuen a l'estranger, principalment als Estats Units, França i el Canadà

## Grups ètnics

### Jueus
| País d'origen              | Nascuts fora | Nascuts a Israel | Total     | %      |
| -------------------------- | ------------ | ---------------- | --------- | ------ |
| Total                      | 1,610,900    | 4,124,400        | 5,753,300 | 100.0% |
| Àsia                       | 201,000      | 494,200          | 695,200   | 12.0%  |
| Turquia                    | 25,700       | 52,500           | 78,100    | 1.4%   |
| Iraq                       | 62,600       | 173,300          | 235,800   | 4.1%   |
| Iemen                      | 28,400       | 111,100          | 139,500   | 2.4%   |
| Iran/Afghanistan           | 49,300       | 92,300           | 141,600   | 2.5%   |
| India/Pakistan             | 17,600       | 29,000           | 46,600    | 0.8%   |
| Síria/Líban                | 10,700       | 25,000           | 35,700    | 0.6%   |
| Altres                     | 6,700        | 11,300           | 18,000    | 0.3%   |
| Àfrica                     | 315,800      | 572,100          | 887,900   | 15.4%  |
| Marroc                     | 153,600      | 339,600          | 493,200   | 8.6%   |
| Algèria/Tunísia            | 43,200       | 91,700           | 134,900   | 2.3%   |
| Líbia                      | 15,800       | 53,500           | 69,400    | 1.2%   |
| Egipte                     | 18,500       | 39,000           | 57,500    | 1.0%   |
| Etiòpia                    | 81,600       | 38,600           | 110,100   | 1.9%   |
| Altres                     | 13,100       | 9,700            | 22,800    | 0.4%   |
| Europa/Amèrica/Oceania     | 1,094,100    | 829,700          | 1,923,800 | 33.4%  |
| Unió Soviètica             | 651,400      | 241,000          | 892,400   | 15.5%  |
| Polònia                    | 51,300       | 151,000          | 202,300   | 3.5%   |
| Romania                    | 88,600       | 125,900          | 214,400   | 3.7%   |
| Bulgària/Grècia            | 16,400       | 32,600           | 49,000    | 0.9%   |
| Alemanya/Àustria           | 24,500       | 50,600           | 75,200    | 1.3%   |
| Txèquia/Eslovàquia/Hongria | 20,000       | 45,000           | 64,900    | 1.1%   |
| França                     | 41,100       | 26,900           | 68,000    | 1.2%   |
| Regne Unit                 | 21,000       | 19,900           | 40,800    | 0.7%   |
| Europa, altres             | 27,000       | 29,900           | 56,900    | 1.0%   |
| Amèrica del Nord/Oceania   | 90,500       | 63,900           | 154,400   | 2.7%   |
| Argentina                  | 35,500       | 26,100           | 61,600    | 1.1%   |
| Amèrica Llatina            | 26,900       | 17,000           | 43,900    | 0.8%   |
| Israel                     | —            | 2,246,300        | 2,246,300 | 39.0%  |